# Фодбген мак Сенганн
Фодбген мак Сенганн (ірл. Fodbgen, Odbgen, Foidhbhgen) — він же: Одбген, Руйнівник — верховний король Ірландії з племені Фір Болг. Час правління (згідно середньовічної ірландської історичної традиції): 1491—1487 до н. е. (згідно «Історії Ірландії» Джеффрі Кітінга) або 1911—1907 до н. е. згідно хроніки Чотирьох Майстрів. Персонаж ірландської міфології. Прийшов до влади вбивши свого двоюрідного брата Ріннала. Є версія, що його прізвище означає не «Руйнівник», а «Гілка Дерева». Правив Ірландією протягом чотирьох років. Був вбитий онуком Ріннала — Еохайдом мак Ейрком (ірл. — Eochaid mac Eirc).